# 日野重光
日野 重光（ひの しげみつ）は、室町時代前期の公卿。裏松家（室町期）当主。

## 略歴
応安3年（1370年）、藤原北家真夏流日野家、権大納言・日野資康の子として誕生。
官位は大納言。
応永20年（1413年）、薨去。足利義勝・義政兄弟の外祖父であるため、死後左大臣を追贈された。

## 略年表
※日付＝旧暦
| 年                 | 日付                                     | 年齢     | 出来事                                     | 備考 |
| ------------------ | ---------------------------------------- | -------- | ------------------------------------------ | --- |
| 応安3年（1370年）  | 某月某日                                 | 1        | 誕生                                       | |
| 至徳3年（1386年）  | 3月26日（4月25日）                       | 17       | 補蔵人于時正五位下右衛門権佐               | |
| 至徳3年（1386年）  | 某月某日                                 | 17       | 任右少弁                                   | |
| 至徳4年（1387年）  | 某月某日                                 | 18       | 轉左少弁                                   | |
| 嘉慶2年（1388年）  | 5月26日（6月30日）                       | 19       | 轉右中弁                                   | |
| 嘉慶3年（1389年）  | 1月6日（2月2日）または1月20日（2月16日） | 20       | 叙従四位下                                 | |
| 嘉慶3年（1389年）  | 某月某日                                 | 20       | 叙従四位上                                 | |
| 康応2年（1390年）  | 某月某日                                 | 21       | 轉右大弁                                   | |
| 康応2年（1390年）  | 某月某日                                 | 21       | 叙正四位下                                 | |
| 康応2年（1390年）  | 8月10日（9月19日）                       | 21       | 服解父喪                                   | |
| 康応2年（1390年）  | 某月某日                                 | 21       | 除服出仕                                   | |
| 明徳3年（1392年）  | 8月23日（9月10日）                       | 23       | 補蔵人頭                                   | |
| 明徳3年（1392年）  | 某月某日                                 | 23       | 兼造興福寺長官                             | |
| 明徳3年（1392年）  | 某月某日                                 | 23       | 兼遠江権守                                 | |
| 明徳3年（1392年）  | 某月某日                                 | 23       | 叙正四位上                                 | |
| 明徳3年（1392年）  | 12月26日（1393年2月7日）                 | 23       | 任参議大弁権守長官等如元                   | |
| 明徳3年（1393年）  | 11月25日（12月28日）                     | 24       | 叙従三位                                   | |
| 明徳5年（1394年）  | 12月25日（1395年1月16日）                | 25       | 任権中納言                                 | |
| 明徳5年（1394年）  | 12月30日（1395年1月21日）                | 25       | 兼左衛門督                                 | |
| 明徳5年（1394年）  | 12月30日（1395年1月21日）                | 25       | 補検非違使別當                             | |
| 応永2年（1395年）  | 1月5日（1月26日）                        | 26       | 叙正三位                                   | |
| 応永3年（1396年）  | 1月5日（2月14日）                        | 27       | 叙従二位                                   | |
| 応永3年（1396年）  | 7月24日（8月27日）                       | 27       | 任権大納言                                 | |
| 応永4年（1397年）  | 3月29日（4月26日）                       | 28       | 辞権大纳言                                 | |
| 応永5年（1398年）  | 某月某日                                 | 29       | 辞左衛門督                                 | |
| 応永5年（1398年）  | 11月21日（12月29日）                     | 29       | 足利将軍家子女等、於重光第行着袴及魚味之儀 | 廿一日、癸己、晴、今日於北小路前大納言亭、室町殿若君姬君等有御祝儀、若君大樹御一腹、前大納言養君、五才、御著袴、若君大樹御母儀妹御腹、五才、御著袴、姬君同御腹、三才、御魚味、姬君宇治大清息女御腹、右京大夫養君、三才、御魚味御服等、一向前大納言奉行、則文奉裝也、御膳室町殿皆令供給云々、陪膳役送教興朝臣、清長、定光、皆束帯、（『迎陽記』同日条） |
| 応永6年（1399年）  | 2月22日（3月29日）                       | 30       | 還任権大納言                               | |
| 応永6年（1399年）  | 9月8日（10月7日）                        | 30       | 更任左衛門督                               | |
| 応永8年（1401年）  | 3月24日（5月7日）                        | 32       | 辞権大納言督如元                           | |
| 応永9年（1402年）  | 8月28日（9月25日）                       | 33       | 還任権大納言去督                           | |
| 応永9年（1402年）  | 11月9日（12月3日）                       | 33       | 辞権大納言                                 | |
| 応永10年（1403年） | 1月6日（1月28日）                        | 34       | 叙正二位                                   | |
| 応永11年（1404年） | 5月13日（6月20日）                       | 35       | 還任権大納言                               | |
| 応永12年（1405年） | 8月3日（8月27日）                        | 36       | 下向摂津兵庫                               | 四日、晴、丁卯、一裏松殿明旦兵庫被参之間、面々寄合、五十疋ツ、出之、送養張行云々、（『教言卿記』同日条） |
| 応永12年（1405年） | 8月11日（9月4日）                        | 36       | 自兵庫帰洛                                 | 十一日、晴、甲戌、一北山殿自兵庫還御、申刻、目出、裏松モ同帰宅云々、（『教言卿記』同日条） |
| 応永12年（1405年） | 11月21日（12月12日）                     | 36       | 足利義満子某、於重光第行魚味之儀           | 廿一日、晴、癸丑、一若公三歲、御魚味、池尻殿御腹云々、教豊、教高為御祝役、送参懃裏松殿、珍重也、御陪膳ハ蔵人頭豊房朝臣、役送人數定顕朝臣、定光、教豊、資光、教高、（『教言卿記』同日条） |
| 応永13年（1406年） | 3月18日（4月6日）                        | 37       | 在仁和寺、観花                             | 十八日、陰明未定、戊申、（中略）一裏松仁和寺花歷覽、倉部被喚之間罷向也、（『教言卿記』同日条） |
| 応永13年（1406年） | 3月27日（4月15日）                       | 37       | 将軍義持、抵重光邸                         | 廿八日、晴、戊午、一新御所、裏松ヘ夜陰二密々成云々、所詮北山殿責可呵被申之間、其御周章事、可然之樣可被申云々、右武衛事、有御雜談子細云々、恐怖々々、（『教言卿記』同日条） |
| 応永13年（1406年） | 4月3日（4月21日）                        | 37       | 義満等臨重光第、観花                       | 三日、晴、癸亥、一御所幷崇賢門院裏松ヘ御成、躑躅御賞翫云々、（『教言卿記』同日条） |
| 応永14年（1407年） | 3月5日（4月12日）                        | 38       | 更兼左衛門督                               | |
| 応永14年（1407年） | 11月19日（12月18日）                     | 38       | 子義資元服                                 | 十九日、晴、己巳、一今夜裏松息十一歲、首服、珍重々々、右御料人、仍義資云々、於御前元服欤、（中略）廿日、大雪、庚午、一倉部罷向裏松、夜前元服為禮、馳人黑太刀取寄、即一振遣之也、（『教言卿記』同日条） |
| 応永15年（1408年） | 2月某日                                  | 39       | 辞督                                       | |
| 応永15年（1408年） | 3月28日（4月24日）                       | 39       | 叙従一位                                   | |
| 応永18年（1411年） | 閏10月9日（11月24日）                    | 42       | 轉大納言                                   | |
| 応永18年（1411年） | 11月1日（12月15日）                      | 42       | 拜賀着陣                                   | |
| 応永19年（1412年） | 某月某日                                 | 43       | 為院執権                                   | |
| 応永20年（1413年） | 3月6日（4月6日）                         | 44       | 辞大納言                                   | |
| 応永20年（1413年） | 3月16日（4月16日）                       | 44       | 薨自去年十二月長病、法名善永亀尹           | |
| 文安2年（1445年）  | 3月9日（4月16日）                        | 薨後32年 | 贈左大臣                                   | 九日、己未、今日贈官宣下也、上卿民部卿、清房卿、職事蔵人左中弁俊秀、外記忠種、少内記代、史不参、少納言為賢等参之、故一位大納言重光卿二被贈左大臣、是武家大方殿被申之、來十六日彼亜相三十三廻忌也、仍其前被申此事、少納言為賢持向宣命於嵯峨墓云々、（『師郷記』同日条）                                                                                 |

## 系譜
- 父：日野資康
- 母：池尻殿
- 妻：不詳
- 生母不明の子女
  - 三男：日野義資
  - 女子：日野宗子 - 足利義教の正室
  - 女子：日野重子 - 宗子の妹、足利義教の側室